# Steinseltz
Steinseltz é uma comuna francesa na região administrativa de Grande Leste, no departamento Baixo Reno. Estende-se por uma área de 5,47 km². Em 2010 a comuna tinha 623 habitantes (densidade: 113,9 hab./km²).